# Никколо Пиццоло
Никко́ло Пи́ццоло или Никколо ди Джованни да Вилла Ганцерла (итал. Niccolò di Pietro da Villaganzerla, прозванный Pìzzolo (или Pìzolo); 1421, Падуя — 1453, Падуя) — итальянский художник и скульптор, представитель падуанской школы.

## Биография
Никколо Пиццоло был сыном Пьетро Джованни да Вилла Ганцерла, глашатая падуанской коммуны. Он родился в 1421 году в самой Падуе или в сельской местности вблизи этого города — в местечке Вилла Ганцерла (к югу от Виченцы, рядом с Падуей). «Пиццоло» — прозвище, а не фамилия, либо за то, что он был самым младшим среди детей в семье, а по предположению Натальи Николаевой, ещё и за низкий рост. Старший брат Никколо, Джованни Джерардино, родился до 1406 года. Возможно, разница в возрасте с Никколо (около пятнадцати лет) является причиной прозвища художника.
В соответствии с желанием родителей он должен был стать монахом, но индивидуальность юноши мало соответствовала его будущему призванию. Он часто ввязывался в драки, любил оружие и открыто демонстрировал его при любом удобном случае. В семнадцать лет он оказался в тюрьме, где был подвергнут пыткам.
Пиццоло был не только художником, но и торговцем. В одном из документов он обозначен как «живописец и торговец» (лат. «pictor publicus mercator»). Итальянский искусствовед Дж. Фьокко предположил, что Пиццоло был связан с мастерской своего старшего брата, Джерардино, который был владельцем мастерской тряпичного и портновского дела. Живописью Пиццоло увлёкся рано, он работал помощником Филиппо Липпи, находившимся в Падуе в 1434 — 1437 / 1438 годах, вместе с Ансуино да Форли над росписью капеллы палаццо дель Подеста в Падуе (то есть в возрасте 13—17 лет). Его учителем итальянский историк XVI века Бернардино Скардеоне называл падуанского художника Франческо Скварчоне, однако это утверждение Джузеппе Фьокко подвергал сомнению, считая, что обучения у Филиппо Липпи было для Пиццоло вполне достаточно для овладения профессией. Тем не менее, контакты Скварчоне и Пиццоло впоследствии бесспорны. В частности, Скварчоне в 1441 году был приглашён в Падую для оценки стоимости выполненных Пиццоло работ, а в 1450 году Скварчоне и Пиццоло вместе выступали в судебном заседании по поводу установления реального размера росписей, выполненных скончавшимся к тому времени Джованни Д’Алеманья в капелле Оветари. Уже в возрасте 20 лет Пиццоло стал работать самостоятельно.
Имеются свидетельства о ранних картинах  Пиццоло в Падуе и Монтеортоне. С 1446 года Пиццоло работал со скульптором Донателло над рельефами для алтаря Санто в базилике Святого Антония. С апреля по июль 1447 года в документах упоминаются платежи Донателло за выполнение Пиццоло эскиза ангела. В документах по выплате денег за этот заказ Пиццоло назван «мастером», как и Донателло. Работа над заказом продолжалась вплоть до смерти Пиццоло.
С лета 1448 года Никколо Пиццоло сотрудничал с Андреа Мантеньей в росписи капеллы Оветари в церкви Эремитани. Свидетельством данного факта является документ о получении двумя группами художников задатка за выполнение этого заказа размером 50 дукатов. Свод, правую стену и входную арку было поручено покрыть фресками венецианским художникам Джованни Д’Алеманья и Антонио Виварини. Росписи левой стены, апсиды и терракотовый алтарь должны были выполнить падуанцы Андреа Мантенья и Никколо Пиццоло. При этом именно Пиццоло был уже сложившимся профессионалом. Мантенье было всего семнадцать лет и даже документы за него подписывал старший брат Томмазо. Окончание работ было определено на декабрь 1450 года, но они затянулись до начала 1457 года, исполнители менялись. Джованни д’Алеманья и Антонио Виварини расписали только свод. В 1450 году Джованни д’Алеманья умер, а Виварини отказался выполнять заказ. Между падуанскими мастерами же не было взаимопонимания. Через год после начала работы в капелле Оветари возник конфликт Пиццоло с Мантеньей из-за оплаты выполненных за этот период работ. Спор был разрешён с помощью суда, документ с решением которого от 27 сентября 1449 года сохранился. Джузеппе Фиокко на основе анализа этого документа относил к работам, которые должен был выполнить Пиццоло в капелле, позолоченный терракотовый запрестольный образ, нижнюю панель арки с историей Святого Иакова, ведущей к алтарю, декор полуарки справа перед галереей, а также роспись самой галереи. Из этого художник к моменту смерти сумел осуществить только треть.
В книге, где регистрировались расходы по работам в капелле Оветари, после этого времени имя Пиццоло появляется с перерывами, последняя выплата ему была сделана 9 июня 1452 года. Вероятно после этого он устранился от выполнения заказа.
Вызывающая манера поведения и его пристрастие к оружию привели Пиццоло к появлению врагов. В 1453 году в возрасте тридцать два или тридцать три года он был убит. Смерть художника по расчётам исследователей могла произойти между 13 апреля и 24 ноября.

## Сохранившиеся до XX века работы
Пиццоло в капелле Оветари работал над фресками с изображениями Вседержителя и Святого Иакова (эти фрески заканчивал Мантенья), росписью апсиды (исключая изображения трёх апостолов, над которыми работал Мантенья). Бесспорно его участие в работе над сценой «Казнь Святого Иакова». Он расписал правую часть триумфальной арки. Ему принадлежат изображения четырёх отцов церкви в апсиде и начало работы над фреской «Ассунта» («Вознесение Богородицы», но, вероятно, заканчивал её Мантенья), также он начал композицию «Вознесение Богоматери» и историю Святого Христофора, но завершал их Мантенья. Ему также было поручено закончить и покрыть позолотой терракотовый рельеф для алтаря, над которым до того момента по рисунку Никколо работал Джованни да Пиза. Также Вазари упоминает работу Пиццоло над изображением Бога-отца в капелле Урбана Префекта.
В настоящее время предпринимаются попытки атрибутировать художнику анонимные рельефы и картины I половины XV века. В частности ему приписывается барельеф с изображением Мадонны с младенцем и Святой Иоанна из церкви Святого Сильвестра в приходе Vetrego. Некоторые из его барельефов запечатлены на фотографиях I половины XX века: Святая Клара и Святой Франциск Ассизский.

## Особенности творчества
Никколо Пиццоло сумел соединить готику и ренессансные веяния. Готическая декоративность совмещена у него с ренессансным чувством полновесности форм реального мира. Элементы готики в его творчестве значительны — прихотливые изгибы обвивающих гирлянды лент соединяются с остротой складок драпировок.
Композиции фресок художника были подсказаны ему архитектурой помещения. В центральной грани апсиды находится круглое окно, а боковые грани — сплошные. Никколо изобразил на них такие же окна, через которые зритель словно заглядывает в кабинеты богословов. Художник тщательно выписывал предметы на полках, страницы рукописи, изгибы опор книжных подставок, застежки книг, находящиеся в этих помещениях.
Художник не всегда справлялся с техническими проблемами изображения. Фигура апостола Павла на его фреске выполнена с искажением пропорций.
В отличие от беспокойного характера самого художника его произведениям свойственны уверенное спокойствие и рационализм. «Его человек обладает самосознанием и величием, но в этом он не противопоставлен миру, он — прекрасное и совершенное, но всё-таки одно из множества его созданий».

## Судьба творчества
Современники и потомки высоко оценивали творчество художника. Джорджо Вазари утверждает, что большую пользу Мантенья получил из соревнования в мастерстве

…с падуанцем Никколо Пиццоло. …Якопо Скварчоне получил заказ на роспись капеллы Святого Христофора, что в церкви августинских братьев-отшельников в Падуе, и поручил её вышеназванному Никколо Пиццоло и Андреа. Никколо написал в ней Бога-отца, восседающего во славе в окружении учителей церкви, и его росписи считались впоследствии не уступающими по качеству работам Андреа в той же капелле. И действительно, если бы Никколо, который сделал мало вещей, но исключительно хорошие, получал столько же радостей от живописи, как от игры оружием, из него вышел бы отличный художник и он бы дольше прожил на этом свете, ибо, находясь всегда при оружии и имея много врагов, он однажды, возвращаясь с работы, подвергся нападению и был предательски убит. Насколько я знаю, от него не осталось других вещей, если не считать ещё одного изображения Бога-отца в капелле Урбана Префекта.— Джорджо Вазари. Жизнеописание Андреа Мантеньи, мантуанского живописца
Пиццоло успел за короткую жизнь создать не так много произведений. Уже Вазари мог назвать с уверенностью только две его достоверные работы — изображения бога-отца в церкви августинских братьев-отшельников и в капелле Урбана Префекта. С течением времени работы Пиццоло отошли в тень более плодовитых мастеров. 11 марта 1944 года фрески Пиццоло в капелле Оветари были разрушены в ходе союзной бомбардировки. Фрагменты красочного слоя были бережно собраны, но восстановление фресок проблематично.
Интерес к творчеству Никколо Пиццоло возродился только в XX веке. Итальянский искусствовед Ригони привлёк внимание к его творчеству, а в СССР первая крупная статья о нём Н. В. Николаевой вышла в 1976 году.
Джузеппе Фиокко считал, что в области скульптуры Пиццоло стал «истинным основателем» падуанской скульптуры XV века.

## Галерея

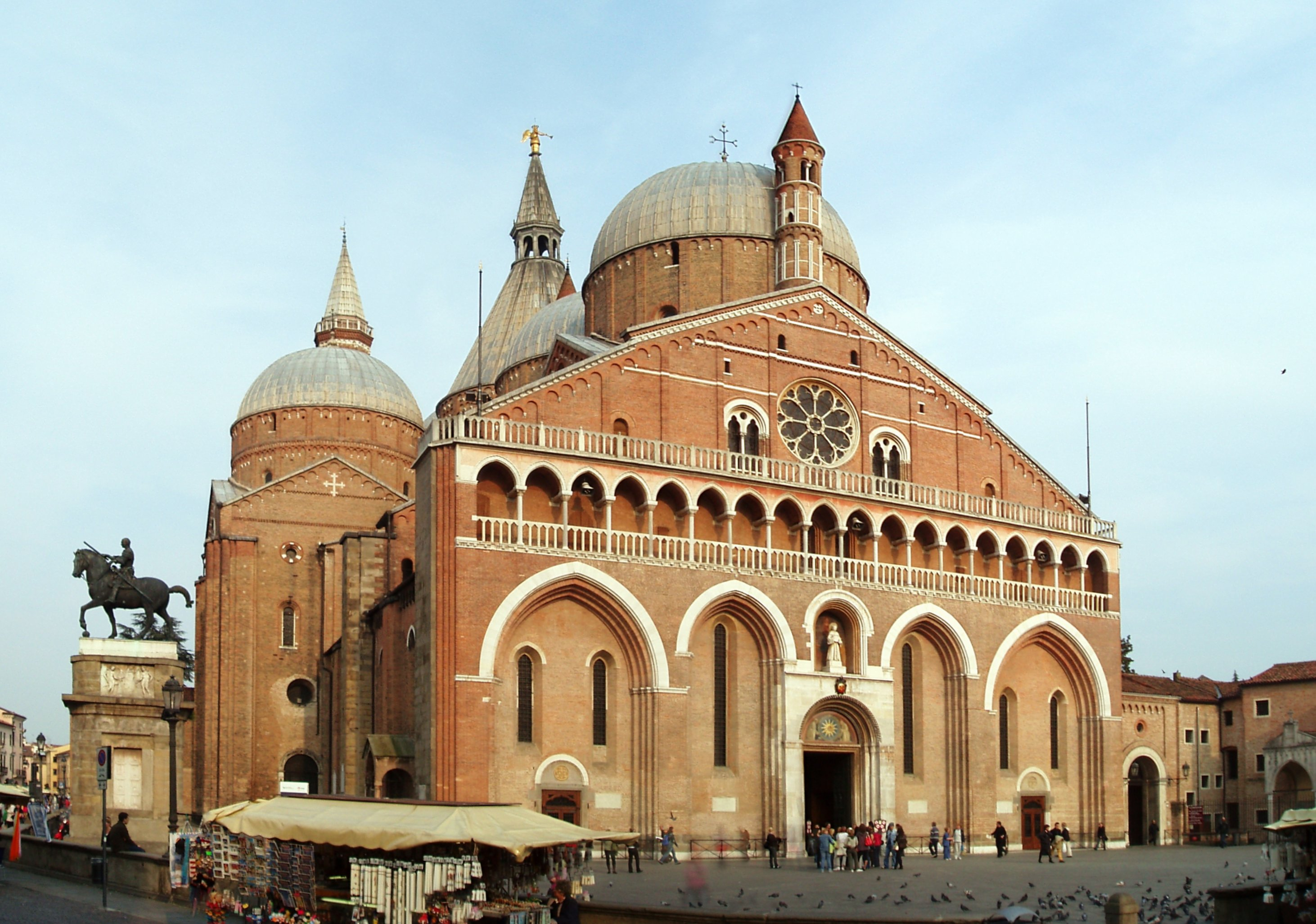
Базилика Святого Антония в Падуе
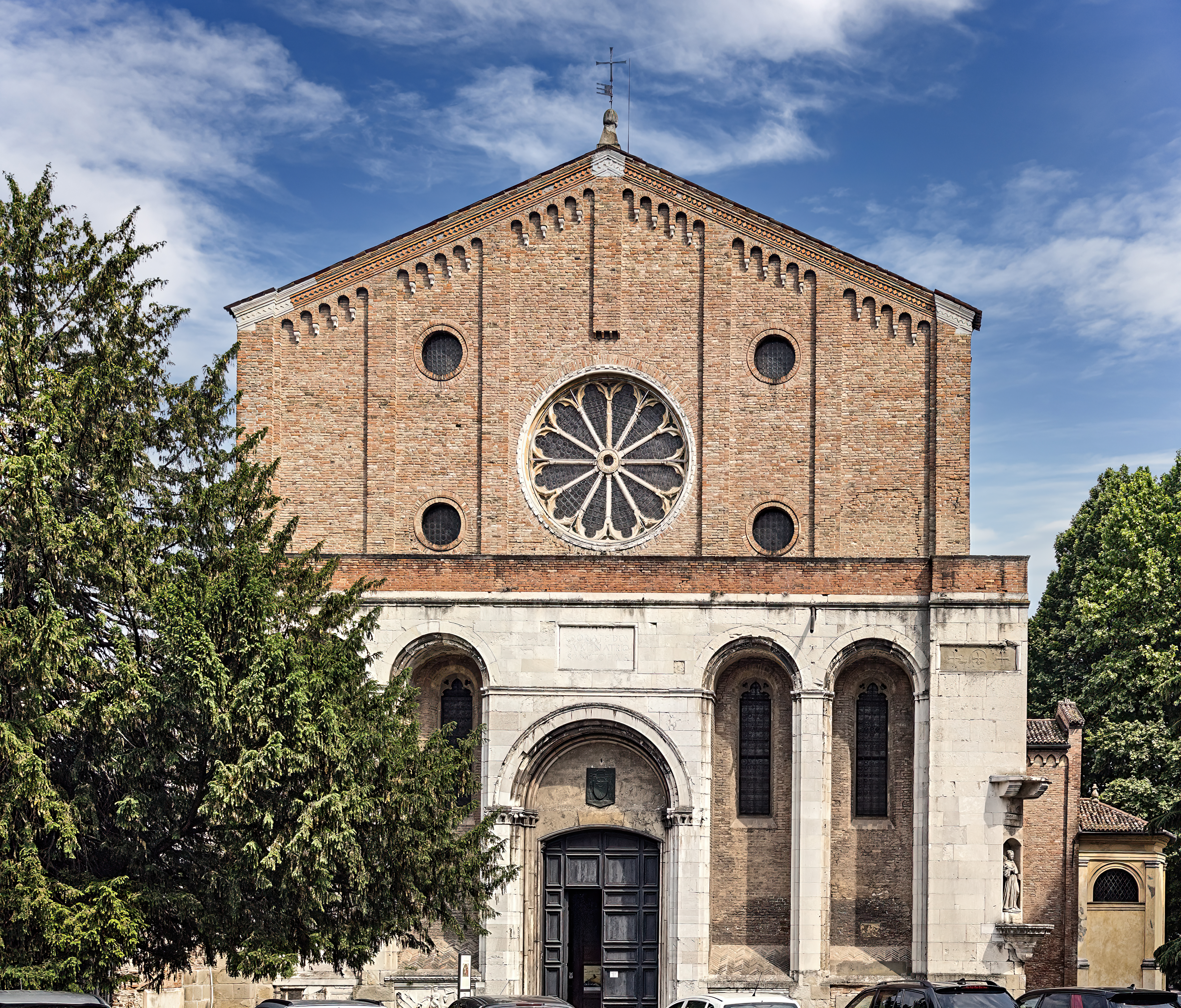
Фасад церкви Эремитани, в которой находится Капелла Оветари
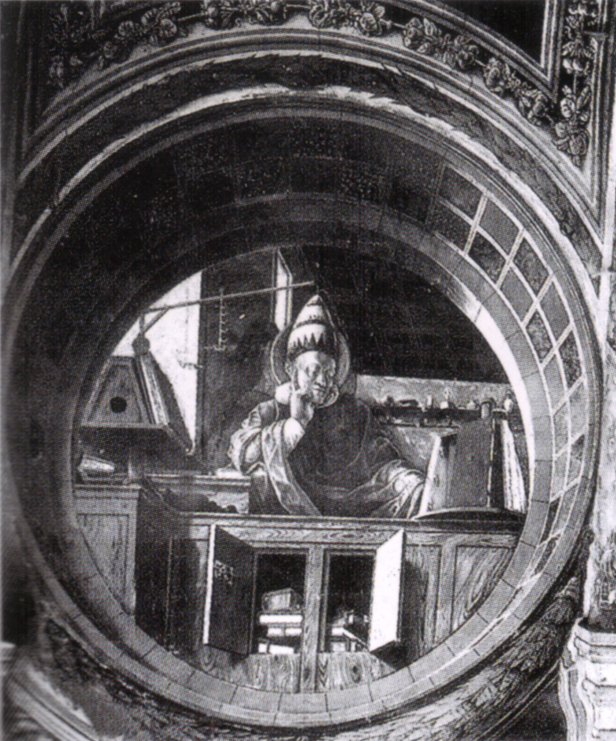
Никколо Пиццоло. Святой Григорий. Капелла Оветари
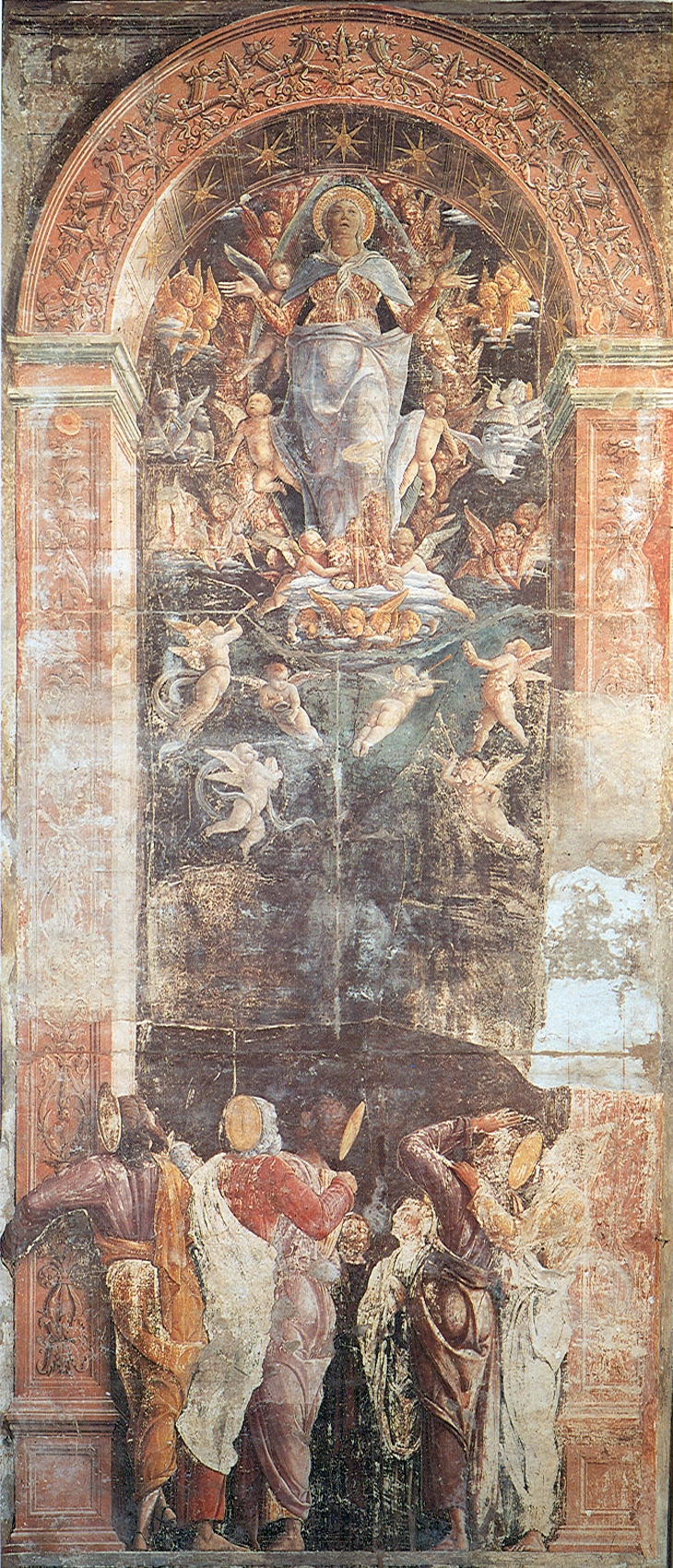
Никколо Пиццоло и Андреа Мантенья. Ассунта. Капелла Оветари
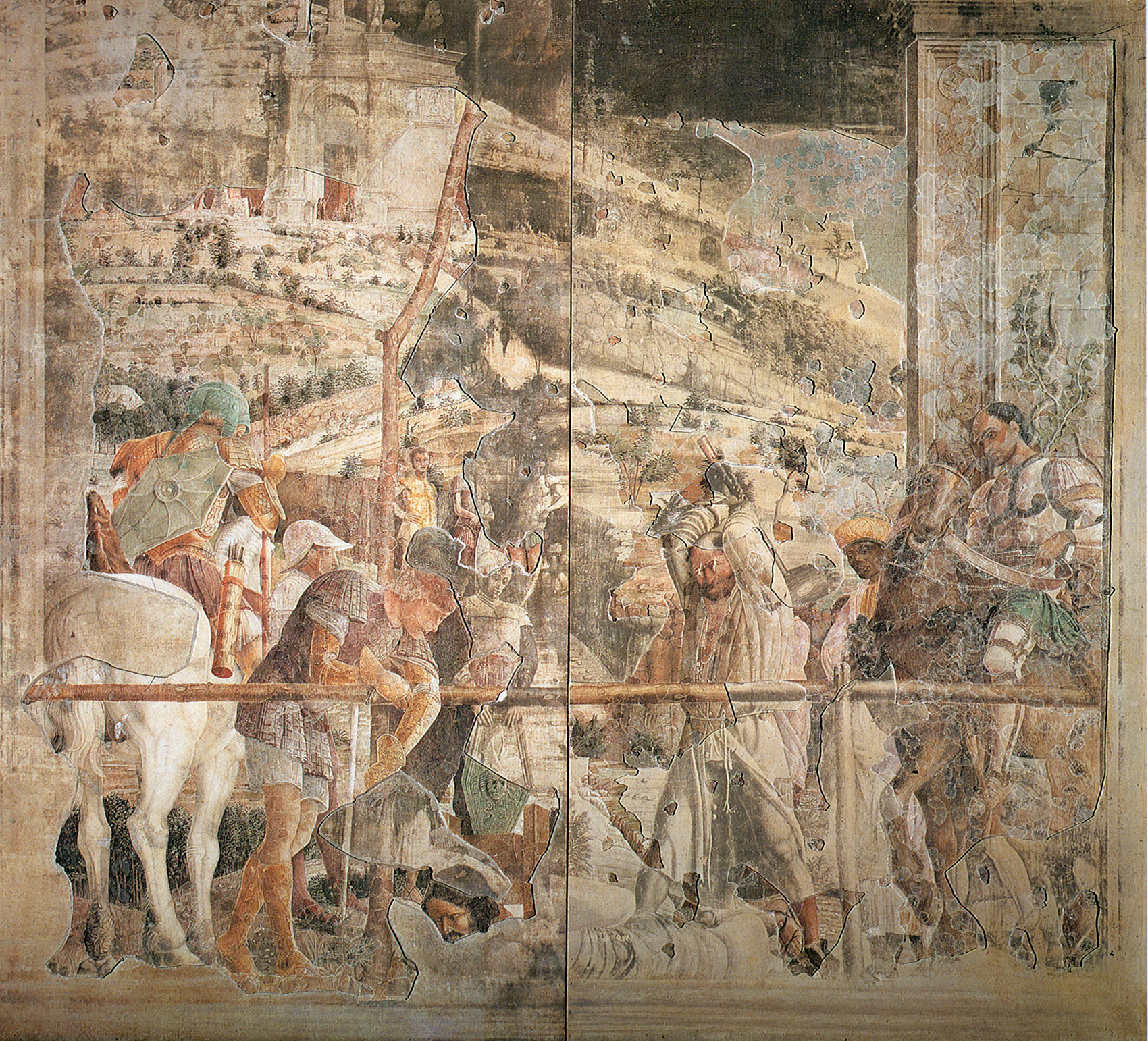
Никколо Пиццоло и Андреа Мантенья. Мученичество Святого Иакова. Капелла Оветари
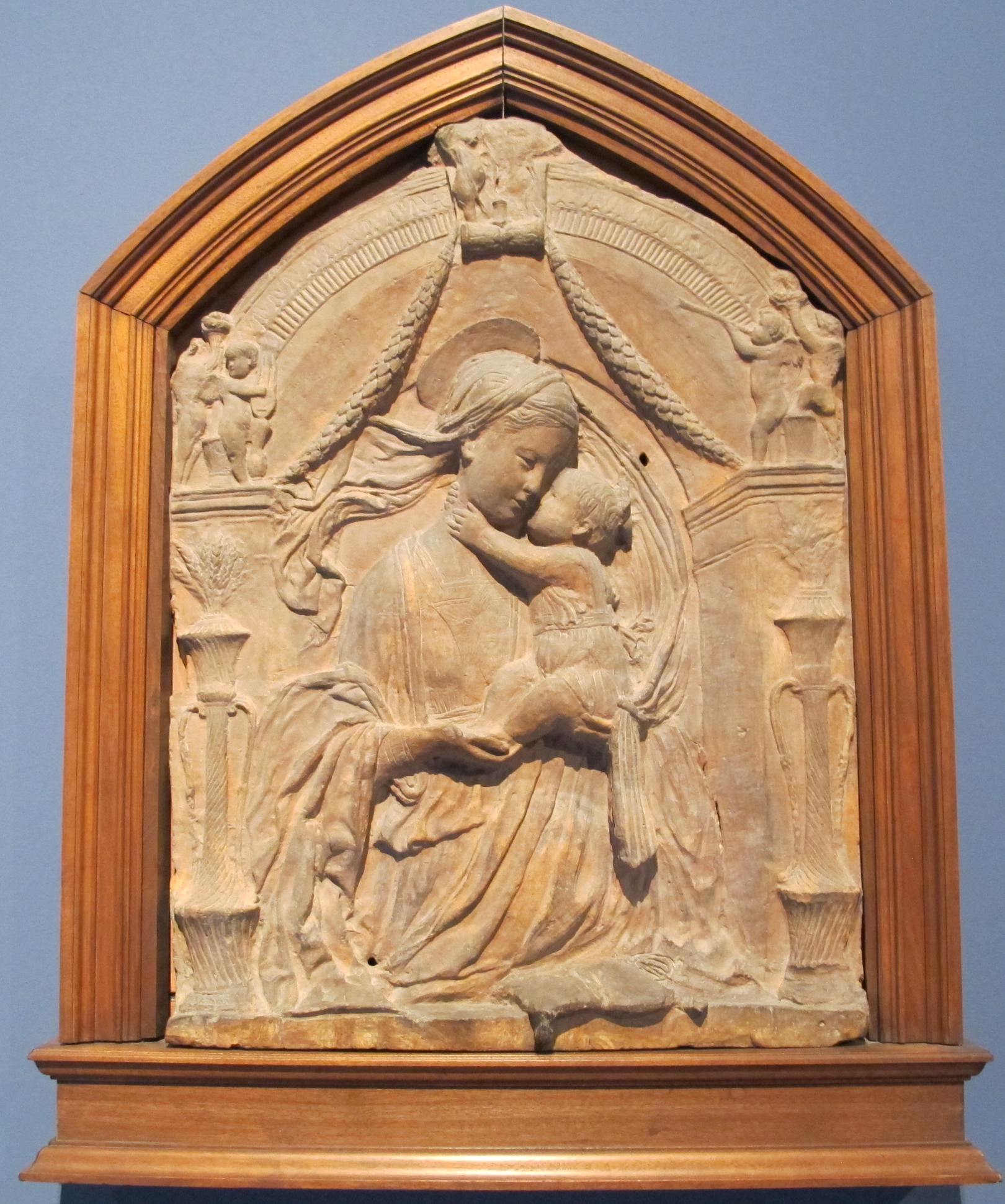
Никколо Пиццоло (?). Мадонна с младенцем. 1450